# جان بيير بيتيت
جان بيير بويتي (بالفرنسية: Jean-Pierre Petit)‏ (و. 1937 – م) هو عالم فلك، ومهندس فضاء جوي، ومهندس، ويوفولوجيست من فرنسا .
شغل سابقا مركز مدير الأبحاث في المركز الفرنسي للبحث العلمي وهو مؤسس ورئيس جمعية معرفة بلا حدود المختصة بالأشرطة المرسومة العلمية.

## التعليم
تعلم في مدرسة كوندرست، وÉcole nationale supérieure de l'aéronautique et de l'espace ‏

## أشرطة مرسومة علمية
ألف جان بيير بوتي مجموعة من الأشرطة المرسومة العملية للتحميل مجانا وفي جميع المجالات العلمية والتقنية وبأكثر من أربعين لغة، من بينها اللغة العربية.